# Congregazione d'Inghilterra
La Congregazione d'Inghilterra (in latino Congregatio Angliae) è una delle congregazioni monastiche che costituiscono l'Ordine di San Benedetto.

## Storia

### Origini

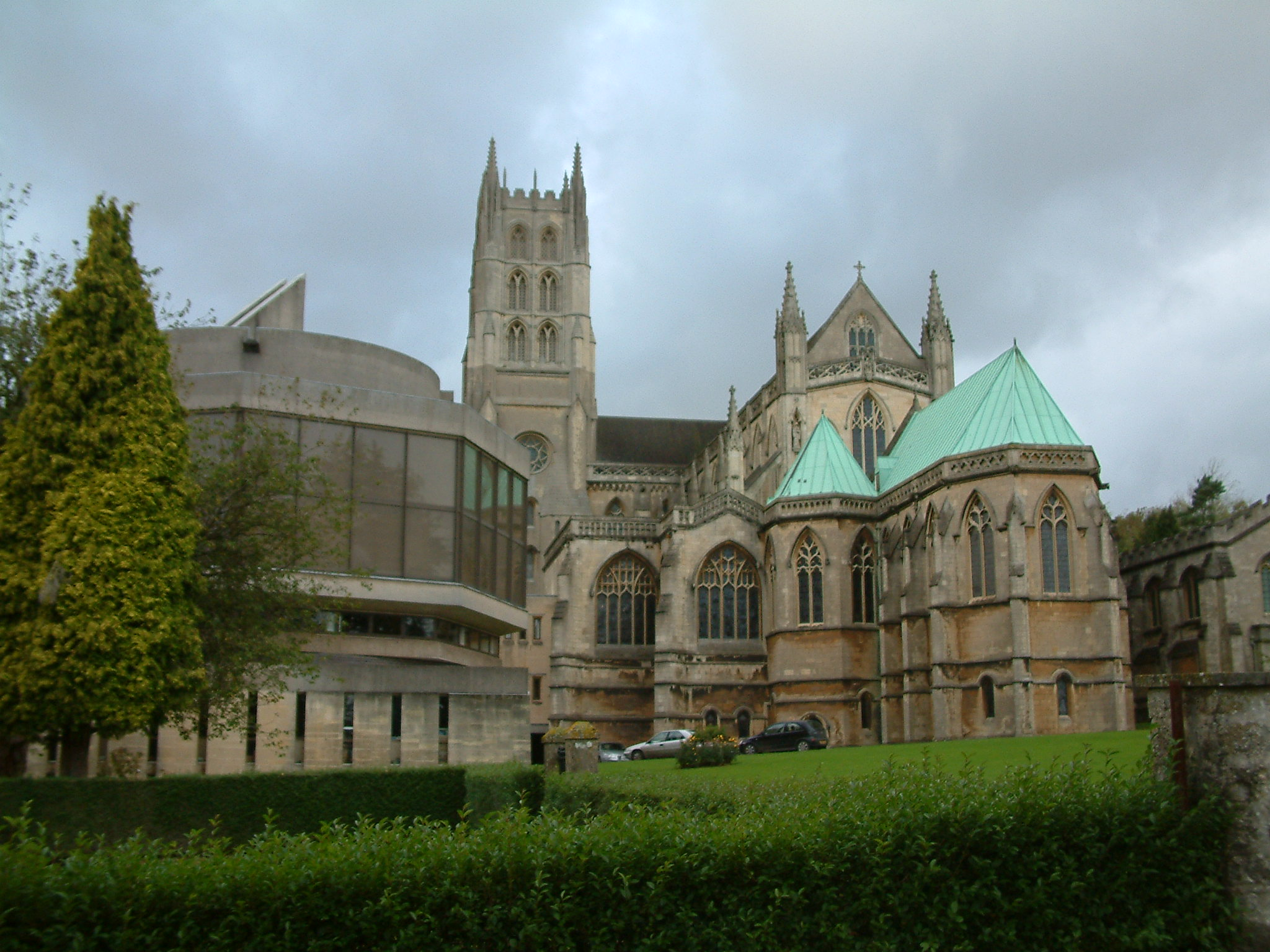
L'abbazia di Downside

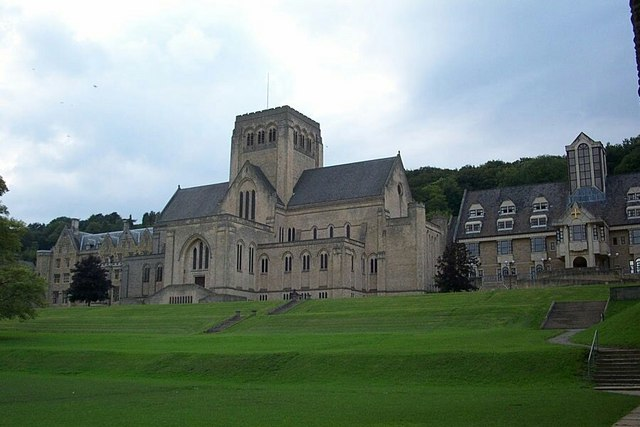
L'abbazia di Ampleforth

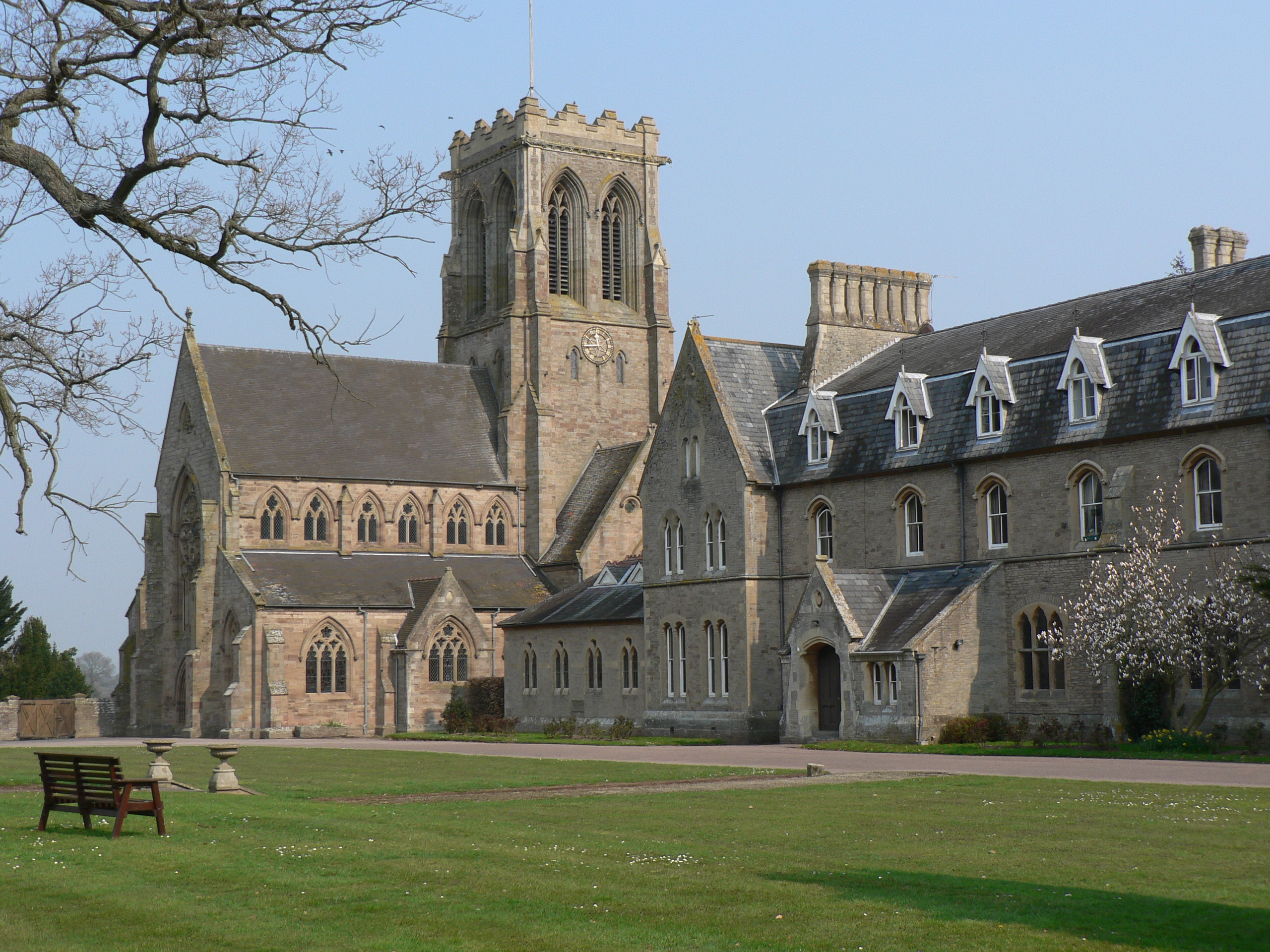
L'abbazia di Belmont

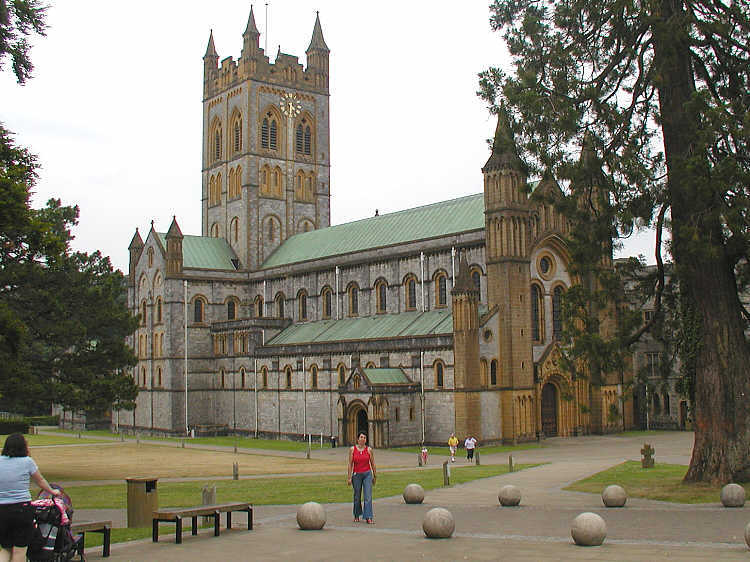
L'abbazia di Buckfast

Sotto il regno di Elisabetta I Tudor, con l'affermazione definitiva del protestantesimo in Inghilterra, vennero creati dei seminari per i cattolici inglesi perseguitati in patria: nel 1568 a Douai, nel 1576 a Roma e nel 1589 a Valladolid.
Numerosi seminaristi decisero di entrare nei benedettini, sia perché attratti dalla spiritualità monastica che per il ruolo svolto dai monaci nella propagazione del cristianesimo in Inghilterra al tempo di Gregorio Magno. Il primo fu Roberto Gregorio Sayer, che nel 1588 si unì a monaci di Montecassino, seguito da numerosi compagni che entrarono nei monasteri della congregazione Cassinese in Italia e della congregazione di Valladolid in Spagna.
I benedettini inglesi, nonostante la natura claustrale dell'ordine, non abbandonarono l'idea di svolgere il loro apostolato in patria e nel 1602 papa Clemente VIII sanzionò la possibilità di impiegare questi religiosi nella missione d'Inghilterra. Vennero anche creati alcuni priorati nelle regioni di fronte alle coste inglesi, dove i benedettini inglesi delle congregazioni cassinese e di Valladolid poterono riunirsi: nel 1606 venne fondato il priorato di San Gregorio a Douai, nel 1608 San Lorenzo a Dieulouard e nel 1615 Sant'Edmondo a Parigi.
Tali monasteri nel 1617 si unirono tra loro pur non rompendo il legame giuridico con la congregazione di Valladolid e nel 1633, con la bolla Plantata, ottennero la completa indipendenza e andarono a costituire la congregazione d'Inghilterra.
Intanto, nel 1607, l'anziano padre Sigberto Buckley, antico monaco dell'abbazia di Westminster (l'ultimo monastero benedettino inglese, restaurato sotto il regno di Maria I Tudor), aggregò alla sua comunità due novizi con i diritti di continuazione. Grazie a questo artificio giuridico (approvato da papa Paolo V nel 1619) i benedettini inglesi di osservanza cassinese ottennero di essere riconosciuti come legittimi successori non solo dell'abbazia di Westminster, ma di tutte le comunità benedettine esistenti in Inghilterra prima della Riforma.
I benedettini inglesi, al momento della professione religiosa, emettevano uno speciale voto missionario che li impegnava, una volta conclusa la loro formazione in monastero, a recarsi in patria per assistere clandestinamente i cattolici perseguitati: almeno nove di loro subirono il martirio e tre furono beatificati nel 1970.

### Rientro in patria
Durante la rivoluzione, quando la Francia dichiarò guerra all'Inghilterra, i benedettini vennero accolti come esuli in patria e vi trasferirono le loro comunità (Douai a Downside, Dieulouard ad Ampleforth, Parigi a Reading).
I benedettini continuarono a dedicarsi all'apostolato missionario anche dopo l'emancipazione dei cattolici nel 1829 e negli anni '40 del XIX secolo provvidero all'assistenza dei numerosi immigrati irlandesi; per iniziativa dell'abate Leandro Ramsay di Downside, convertito dall'anglicanesimo, ai monasteri della congregazione iniziarono ad essere annesse delle Public Schools e l'insegnamento divenne la principale attività dei monaci.

## Organizzazione
La congregazione benedettina d'Inghilterra era organizzata secondo un sistema fortemente centralizzato, secondo il modello delle congregazioni di Valladolid e cassinese; gli obblighi missionari dei benedettini inglesi avevano rafforzato queste tendenze centralizzanti e avevano fatto sì che i monasteri divenissero quasi solo dei seminari dove i monaci si formavano prima di essere inviati altrove.
Il potere supremo spettava al capitolo generale, che si riuniva ogni quattro anni, ed eleggeva un presidente con mandato quadriennale: i membri del capitolo erano trenta ed erano, in maggioranza, missionari veterani e, in numero minore, rappresentanti dei monasteri.
I singoli monasteri erano detti priorati e i priori locali erano nominati da una commissione nominata dal capitolo generale della congregazione, che li sceglieva tra i candidati proposti dalle comunità locali.
Tale sistema organizzativo annullava quasi totalmente l'autonomia dei monasteri voluta da san Benedetto. Verso la fine del XIX secolo in Inghilterra cessarono le persecuzioni, il clero secolare si sviluppò e fu in grado di dirigere le parrocchie, l'esigenza della missione cessò di essere imperativa: tra i benedettini inglesi sorse un movimento favorevole a una riforma del sistema organizzativo in favore di una linea più chiaramente monastica.
Nel 1900 i benedettini inglesi adottarono nuove costituzioni: le comunità locali venivano innalzate alla dignità di abbazie e i loro poteri di fronte alla congregazione venivano rafforzati; ai delegati delle abbazie fu data una voce decisiva nel capitolo generale, da celebrarsi sempre ogni quattro anni; il presidente era eletto tra gli abati in carica e sarebbe durato in carica quattro anni.
Il mandato degli abati della congregazione d'Inghilterra è di otto anni (non vitalizio, come per gli altri benedettini). Quando non prestano più servizio, gli abati prendono il titolo di una abbazia estinta.

## Diffusione
Oltre che nel Regno Unito, i monasteri della congregazione d'Inghilterra sono presenti in Perù, negli Stati Uniti d'America e in Zimbabwe.
La sede generalizia, di fatto, è il monastero governato dall'abate che presiede, pro tempore, la congregazione (nel 2010 l'abate di Downside, presso Stratton-on-the-Fosse).
Alla fine del 2008 la congregazione contava 12 monasteri e 311 religiosi, 257 dei quali sacerdoti.